# Йон Велдман
Йон Велдман (нід. John Veldman, нар. 24 лютого 1968, Парамарибо) — нідерландський футболіст, що грав на позиції центрального захисника, зокрема, за роттердамську «Спарту», а також національну збірну Нідерландів.

## Клубна кар'єра
У дорослому футболі дебютував 1986 року виступами за команду клубу ПСВ, в якій провів три сезони. Команда у ті роки домінувала у нідерландському футболі, у кожному з цих сезонів вигравала чемпіонат Нідерландів, а в сезоні 1987/88 стала володарем Кубка чемпіонів УЄФА. Проте внесок Велдмана у ці перемоги був незначним — більш-менш регулярно він почав виходити на поле лише в сезоні 1988/89.
Згодом протягом 1989—1991 років захищав кольори команди клубу «Віллем II».
Своєю грою за останню команду привернув увагу представників тренерського штабу роттердамської «Спарти», до складу якої приєднався 1991 року і в якій провів наступні п'ять сезонів своєї ігрової кар'єри. Більшість часу, проведеного у складі «Спарти», був основним гравцем захисту команди.
Згодом з 1996 по 2000 рік грав за «Аякс» та «Вітесс».
Завершив професійну ігрову кар'єру у клубі «Росендал», за команду якого виступав протягом 2000—2001 років.

## Виступи за збірну
1996 року провів свій перший, і як з'ясувалося останній, офіційний матч у складі національної збірної Нідерландів. Того ж року був включений до її заявки на чемпіонат Європи в Англії, де залишався запасним гравцем і на поле не виходив.

## Титули і досягнення
- Чемпіон Нідерландів (3):

ПСВ: 1986-1987, 1987-1988, 1988-1989
- Володар Кубка Нідерландів (2):

ПСВ: 1987-1988, 1988-1989
- Володар Кубка чемпіонів УЄФА (1):

ПСВ: 1987-1988